# Cantó de Le Grand-Serre
El cantó de Le Grand-Serre és un cantó francès del departament de la Droma, situat al districte de Valença. Té 11 municipis i el cap és Le Grand-Serre.

## Municipis
- Épinouze
- Hauterives
- Lapeyrouse-Mornay
- Le Grand-Serre
- Lens-Lestang
- Manthes
- Montrigaud
- Moras-en-Valloire
- Saint-Christophe-et-le-Laris
- Saint-Sorlin-en-Valloire
- Tersanne

| Data d'elecció                           | Identitat                      | Partit           | Qualitat |
| ---------------------------------------- | ------------------------------ | ---------------- | -------- |
| 1945-1970                                | M. Ageron                      | SFIO             |          |
| 1970-1982                                | André Brunet                   | PS               |          |
| 1982-2010                                | Gabriel Biancheri              | RPR, després UMP |          |
| 2010-                                    | Emmanuelle Anthoine-Desermeaux | UMP              |          |
| les dades anteriors no són pas conegudes |                                |                  |          |